# Rue Marietta-Alboni
Pour les articles homonymes, voir Alboni (homonymie).
La rue Marietta-Alboni est une voie du 16e arrondissement de Paris, en France.

## Situation et accès
La rue Marietta-Alboni est une rue en forte pente possédant deux longs escaliers qui desservent de part et d'autre la station de métro Passy. À ce niveau, la rue est donc uniquement piétonne.
En descendant vers la Seine, à l'angle du no 6, s'ouvre le square Alboni, bordé d'immeubles résidentiels construits entre 1900 et 1930. Le tracé du square, en forme de boucle, rejoint la rue Marietta-Alboni en bas des escaliers du métro. Pour parcourir les deux segments de la rue Marietta-Alboni en véhicule motorisé, il est donc nécessaire d'emprunter le square Alboni.
Elle finit au niveau de l'avenue du Président-Kennedy, où une passerelle piétonne surplombe la voie et permet de rejoindre le pont de Bir-Hakeim.
La rue Marietta-Alboni, de par l'architecture de ses immeubles, est une voie emblématique du 16e arrondissement.

## Origine du nom
Elle porte le nom de la cantatrice italienne Marietta Alboni (1826-1894),.

## Historique

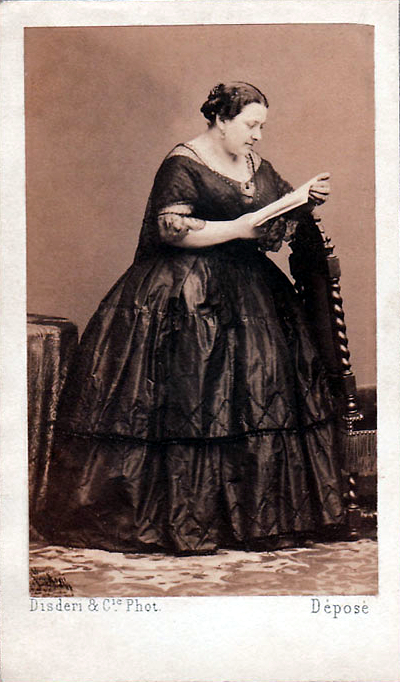
La cantatrice Marietta Alboni par Disdéri.

La rue de l’Alboni fut ouverte en 1893 et 1894 par la ville de Paris sur des terrains dont le sol lui fut cédé gratuitement. Elle prend sa dénomination actuelle en 1896, par reconnaissance envers la cantatrice, qui a légué une partie de sa fortune à la Ville de Paris. Elle demeurait au no 22 bis cours la Reine,.
Quelques années plus tard, la Société immobilière du Trocadéro et de Passy élevait, sur les collines qui s’étendent de chaque côté de la rue, de hautes constructions entourées de jardins dont les tours d'angle étaient surmontées d’un dôme et d’une lanterne. Ces immeubles servirent d’abord d’hôtels, à prix fixe par semaine, pendant la durée de l’Exposition universelle de 1900. Dénommés les Grands Hôtels du Trocadéro, ils étaient dotés de tout le confort moderne de l’époque : lumière électrique, téléphone, ascenseurs, salles de douches et de bains, appareils de protection contre l’incendie… Ils comptaient 1 800 chambres, avec 2 400 lits, et étaient garnis d'un mobilier « neuf et élégant ». Les voyageurs, qui furent plus de 60 000 pendant la durée de l'Exposition, prenaient leurs repas dans d’immenses salles à manger contenant 4 à 500 personnes. 
Après l’Exposition, ces hôtels furent transformés en immeubles de rapport.

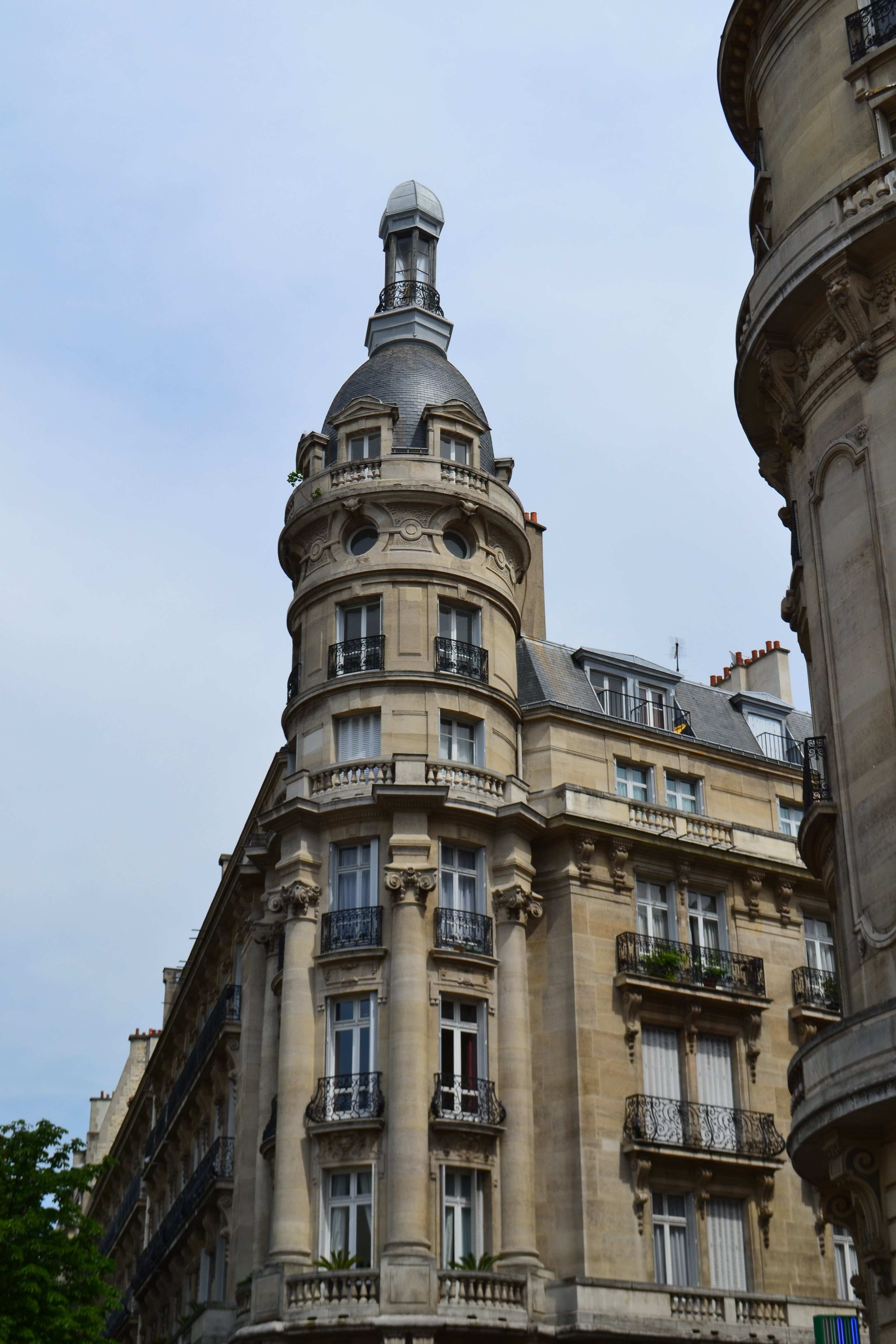
Immeuble du 10, rue de l'Alboni (1899).

En décembre 2021, la rue de l'Alboni devient rue Marietta-Alboni.

## Bâtiments remarquables et lieux de mémoire
- Huit des immeubles de la rue, qui n'en compte au total que neuf, sont l’œuvre d'un même architecte : Louis Dauvergne[10]. Trois sont signés et datés de 1899 : il s'agit des nos 6, 7 et 10, les deux derniers se faisant face à l’entrée de la rue et à l’angle de la place de Costa-Rica.
- Le chirurgien René Leriche (1879-1955) a résidé au no 5 jusqu'à son décès.
- À partir de 1918, l'ambassade d'Estonie en France eut son premier siège dans un appartement du no 7[11].
- Le no 10, situé à l’angle du boulevard Delessert, illustre le retour du monumental dans la conception des immeubles parisiens à la suite des Expositions universelles de 1889 et 1900 [12]. Il présente notamment une tour d’angle d’une hauteur exceptionnelle pour l’époque, soutenue par une colonnade et rehaussée par une lanterne, attribut perdu par les autres immeubles de la rue.

|                                                                 |  |  |
| Les deux passages, respectivement gauche et droit, en escalier. |  |  |

## La rue de l'Alboni au cinéma
- Le no 1 de la rue (renommée « rue Jules-Verne ») a servi de décor extérieur au film Le Dernier Tango à Paris (1972).
- La partie sous le viaduc de Passy a servi de décor pour le film Quai des Orfèvres (1947).
- Les premières minutes du film de Benoît Jacquot Eva (2018) se déroulent dans l’une des tours de la rue à l’angle de l’avenue du Président-Kennedy, où réside un vieil écrivain anglais dont le personnage principal va voler le dernier manuscrit.